# Lipophrys
Lipophrys  (лат.) — род лучепёрых рыб семейства собачковых, обитающих в Атлантике и Средиземном море. Содержит 4 вида:
- Lipophrys canevae (Vinciguerra, 1880)
- Lipophrys pholis (Linnaeus, 1758)
- Lipophrys trigloides (Valenciennes, 1836)
- Lipophrys velifer (Norman, 1935)

Ранее в род включали морскую собачку адриатическую (Lipophrys adriaticus), теперь относимую к другому роду под названием Microlipophrys adriaticus.